# BKK Akzo Nobel Bayern
Die BKK Akzo Nobel Bayern ist eine deutsche Betriebskrankenkasse (BKK) mit Hauptsitz in Erlenbach am Main und Zweigstelle in Aschaffenburg. Sie ist seit dem 1. Januar 1999 für alle geöffnet, die ihren Wohn- und/oder Beschäftigungsort in Bayern haben.

## Geschichte
Die BKK Akzo Nobel Bayern wurde am 14. April 1924 als Betriebskrankenkasse der Vereinigten Glanzstoff-Fabriken AG (Standort Obernburg/Bayern) gegründet. Damals trug sie den Namen BKK der Bayerischen Glanzstoff-Fabriken und betreute 692 Mitglieder. Auf Grundlage der 54-stündigen Arbeitswoche wurde ein Krankenversicherungsbeitrag von 6 Prozent erhoben. Im Zuge von Umfirmierungen des Trägerunternehmens änderte sich der Name später auf BKK Glanzstoff AG, BKK Enka Glanzstoff AG, BKK Enka AG, BKK Akzo Faser AG, BKK Akzo Nobel – jeweils mit dem Zusatz Werk Obernburg.
Im Jahr 1999 wurde die Kasse auf Beschluss des Verwaltungsrates für alle geöffnet, die ihren Wohn- und/oder Beschäftigungsort in Bayern haben. Zu diesem Zeitpunkt zählte sie 7974 Mitglieder und erhielt den Namen BKK Akzo Nobel Bayern.

## Beitragssätze
Seit 1. Januar 2009 werden die Beitragssätze vom Gesetzgeber einheitlich vorgegeben. Die BKK Akzo Nobel Bayern erhob bis 31. Dezember 2014 keinen einkommensunabhängigen kassenindividuellen Zusatzbeitrag. Von 2015 bis 2017 erhob sie einen einkommensabhängigen Zusatzbeitrag von 0,6 Prozent (und somit einem Beitragssatz von 15,2 %), von 2018 bis 2020 von 0,5 % (und somit einen Beitragssatz von 15,1 %). 2021 erhob sie einen Zusatzbeitrag in Höhe von 1,3 % des beitragspflichtigen Einkommens (und somit einen Beitragssatz von 15,9 %), 2023 einen Zusatzbeitrag in Höhe von 1,55 % des beitragspflichtigen Einkommens (und somit einen Beitragssatz von 16,15 %) und 2024 einen Zusatzbeitrag in Höhe von 1,65 Prozent des beitragspflichtigen Einkommens (und somit einen Beitragssatz von 16,25 %). Seit dem 1. Januar 2025 beträgt der Zusatzbeitragssatz 3,39 %, wodurch sich ein Gesamtbeitragssatz von 17,99 % ergibt.

## Organisation und Leitung

### Vorstand
Der Vorstand besteht aus zwei hauptamtlichen Mitgliedern:
- Stefan Lang (Vors.)
- Matthias Kreßbach (Stellv.)

### Verwaltungsrat
Am 28. September 2023 fand die konstituierende Sitzung des Verwaltungsrates der BKK Akzo Nobel Bayern statt. Der Verwaltungsrat der BKK Akzo Nobel Bayern besteht aus 14 ehrenamtlich tätigen Mitgliedern. Diese sind jeweils zur Hälfte Versicherten- und Arbeitgebervertreter. Der Vorsitz im Verwaltungsrat wechselt alternierend zwischen dem Vorsitzenden der Arbeitgeberseite und dem Versichertenvertreter. Die Vorsitzenden sind:
- Georg Ballmann (Arbeitgebervertreter)
- Roland Berninger (Arbeitnehmervertreter)